# Projeção equivalente

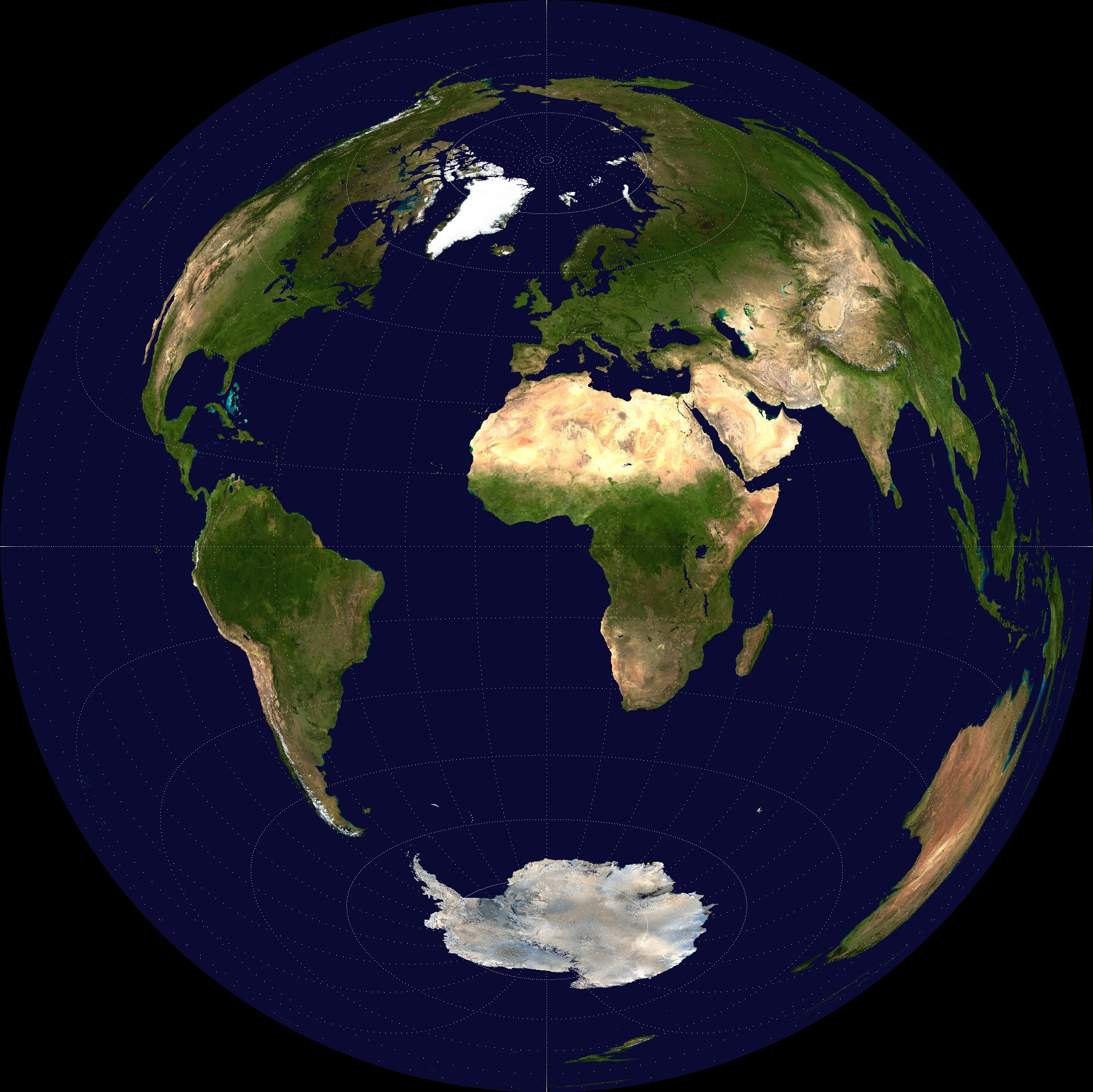
Projeção equivalente azimutal equatorial, com centro no ponto de coordenadas (0,0)

Projeções equivalentes ou projeções de igual área são projeções de mapas que mantêm a área constante em toda a sua superfície.
Foram desenvolvidas várias projeções equivalentes na tentativa de minimizar a distorção dos países e continentes do planeta Terra, mantendo a área constante.
As projeções equivalentes são bastante usadas para mapas temáticos que mostram distribuição de cenários como população, distribuição de terras agricultáveis, áreas florestadas, etc.

## Casos particulares
- Projeção azimutal de Lambert - projeção azimutal equivalente
- Projeção cilíndrica de Lambert - projeção cilíndrica equatorial equivalente
- Projeção de Albers - projeção cônica equivalente, com dois paralelos padrão